# Laccophilus calvus
Laccophilus calvus är en skalbaggsart som beskrevs av Guignot 1955. Laccophilus calvus ingår i släktet Laccophilus och familjen dykare. Inga underarter finns listade i Catalogue of Life.